# ترنس ونکوتن
ترنس ونکوتن (انگلیسی: Terence Vancooten؛ زادهٔ ۲۹ دسامبر ۱۹۹۷) بازیکن فوتبال اهل بریتانیا است.
از باشگاه‌هایی که در آن بازی کرده‌است می‌توان به باشگاه فوتبال ردینگ اشاره کرد.
وی همچنین در تیم ملی فوتبال گویان بازی کرده‌است.